# Amerinus longipennis
Amerinus longipennis är en skalbaggsart som beskrevs av Thomas Casey. Amerinus longipennis ingår i släktet Amerinus och familjen jordlöpare. Inga underarter finns listade i Catalogue of Life.